# شهرک سینمایی پیامبر اعظم

نمایی از دکور شهر مکه در شهرک سینمایی پیامبر اعظم

شهرک سینمایی پیامبر اعظم یا شهرک نور بزرگ‌ترین شهرک سینمایی ایران به وسعت ۲۰۰ هکتار است که در جاده تهران-قم احداث شده‌است. این شهرک اولین بار برای ساخت فیلم محمد رسول‌الله به کارگردانی مجید مجیدی، مورد استفاده قرار گرفت و با پایان ساخت این فیلم در ۱۷ دی ماه ۱۳۹۳ رسماً در حضور خبرنگاران گشایش یافت.
در این شهرک سینمایی دکور شهرهای مکه، مدینه و کلیسای بحیرا در شهر بصرای شام در مقیاس یک به یک (مختصات واقعی) طراحی و ساخته شده‌است.

## فیلم‌هایی که در این شهرک فیلمبرداری شده
- محمد رسول‌الله (فیلم ۱۳۹۴)
- سلمان فارسی
- نامیرا[۱۰]